# Hovshólmur
Hovshólmur er en holm på Færøerne, beliggende i fjorden Hovsfjørður mellem Hov og Porkeri på østkysten af Suðuroy. Hovshólmur hører til bygden Porkeri.
Holmen er med sine 1,7 hektar Færøernes niende største.